# Derek Daly
Derek Daly (Dundrum, Dublin, 11 de março de 1953) é um ex-automobilista da República da Irlanda.
Ele conquistou o Campeonato Britânico de Fórmula 3 de 1977 e competiu como piloto de corrida profissional por 17 anos participando de 64 Grands Prix no Campeonato Mundial de Fórmula 1, estreando em 2 de abril de 1978. Ele somou um total de 15 pontos no campeonato. Participou também de muitas corridas fora do campeonato de Fórmula 1. Daly tornou-se mais tarde um cidadão estado-unidense e mora atualmente em Noblesville, Indiana com sua mulher, Rhonda e seus três filhos - um deles, o piloto norte-americano Conor Daly.
Em 1982, Daly começou dirigindo na série CART e continuou até 1989. Ele participou de 66 corridas na CART, incluindo as corridas nas 500 Milhas de Indianápolis de 1983-1989, exceto a de 1986. Esteve 21 vezes entre os dez melhores pilotos da série, conseguindo um pódio e um terceiro lugar, em Milwaukee em 1987.
Derek é conhecido no círculo dos esportes a motor por todo o mundo como piloto, escritor, comentarista esportivo, consultor e empresário do ramo automobilístico. Ele dirige uma empresa de serviços profissionais chamada MotorVation, e é comentarista esportivo da série Champ Car para uma empresa televisiva estado-unidense, bem como um orador público.

## Todos os Resultados de Derek Daly na Fórmula 1
(Legenda)
| Ano  | Nome Oficial da Equipe         | Chassis       | Motor            | Pneus | 1       | 2       | 3       | 4       | 5       | 6       | 7       | 8       | 9       | 10      | 11      | 12      | 13      | 14      | 15      | 16     | Pontos | Posição  |
| ---- | ------------------------------ | ------------- | ---------------- | ----- | ------- | ------- | ------- | ------- | ------- | ------- | ------- | ------- | ------- | ------- | ------- | ------- | ------- | ------- | ------- | ------ | ------ | -------- |
| 1978 | Olympus Cameras/Hesketh Racing | Hesketh 308E  | Ford Cosworth V8 | G     | ARG     | BRA     | AFS     | USW NPQ | MON NPQ | BEL NQ  | ESP     | SUE     |         |         |         |         |         |         |         |        | 1      | 20º      |
| 1978 | Team Tissot Ensing             | Ensign N177   | Ford Cosworth V8 | G     | ARG     | BRA     | AFS     |         |         |         | ESP     | SUE     | FRA NQ  | GBR Ret | ALE     | AUT DSQ | HOL Ret | ITA 10º | USA 8º  | CAN 6º | 1      | 20º      |
| 1979 | Team Ensign                    | Ensign N177   | Ford Cosworth V8 | G     | ARG 11º | BRA 13º |         |         | ESP NQ  | BEL NQ  |         | FRA     | GBR     | ALE     |         |         |         |         |         |        | 0      | NC (26º) |
| 1979 | Team Ensign                    | Ensign N179   | Ford Cosworth V8 | G     |         |         | AFS NQ  | USW Ret |         |         | MON NQ  | FRA     | GBR     | ALE     |         |         |         |         |         |        | 0      | NC (26º) |
| 1979 | Candy Tyrrell Team             | Tyrrell 009   | Ford Cosworth V8 | G     |         |         |         |         |         |         |         | FRA     | GBR     | ALE     | AUT 8º  | HOL     | ITA     | CAN Ret | USE Ret |        | 0      | NC (26º) |
| 1980 | Candy Tyrrell Team             | Tyrrell 009   | Ford Cosworth V8 | G     | ARG 4º  | BRA 14º |         |         |         |         |         |         |         |         |         |         |         |         |         |        | 6      | 12º      |
| 1980 | Candy Tyrrell Team             | Tyrrell 010   | Ford Cosworth V8 | G     |         |         | AFS Ret | USW 8º  | BEL 9º  | MON Ret | FRA 11º | GBR 4º  | ALE 10º | AUT Ret | HOL Ret | ITA Ret | CAN Ret | USA Ret |         |        | 6      | 12º      |
| 1981 | March Grand Prix Team          | March 811     | Ford Cosworth V8 | M     | USW NQ  | BRA NQ  | ARG NQ  | SMR NQ  | BEL NQ  | MON NPQ | ESP 16º |         |         |         |         |         |         |         |         |        | 0      | NC (23º) |
| 1981 | March Grand Prix Team          | March 811     | Ford Cosworth V8 | A     |         |         |         |         |         |         |         | FRA Ret | GBR 7º  | ALE Ret | AUT 11º | HOL Ret | ITA Ret | CAN 8º  | LVG NQ  |        | 0      | NC (23º) |
| 1982 | Theodore Racing Team           | Theodore TY01 | Ford Cosworth V8 | A     | AFS 14º |         |         | SMR     |         |         |         |         |         |         |         |         |         |         |         |        | 8      | 13º      |
| 1982 | Theodore Racing Team           | Theodore TY02 | Ford Cosworth V8 | A     |         | BRA Ret | USW Ret | SMR     |         |         |         |         |         |         |         |         |         |         |         |        | 8      | 13º      |
| 1982 | TAG Williams Team              | Williams FW08 | Ford Cosworth V8 | G     |         |         |         | SMR     | BEL Ret | MON 6º  | USE 5º  | CAN 7º  | HOL 5º  | GBR 5º  | FRA 7º  | ALE Ret | AUT Ret | SUI 9º  | ITA Ret | LVG 6º | 8      | 13º      |